# رابطة علماء فلسطين
رابطة علماء فلسطين هي إطار فلسطيني جامع لعلماء فلسطين، وجزء من تجمعات علماء أهل السنة والجماعة في العالم، أسسها زمرة من العلماء والفقهاء في فلسطين على رأسهم حامد البيتاوي وسالم سلامة، من المسجد الأقصى المبارك، عام 1412 هـ الموافق 1992م للحاجة المُلِحة إلى مرجعية علمية شرعية، في ظل الأحداث المتواصلة في فلسطين، والحاجة الماسة لتفعيل دور العلماء، وهي حالياً برئاسة النائب مروان أبو راس.
ولها فرع في الضفة الغربية وفرع في قطاع غزة وفروع أخرى في لبنان واليمن والسودان وغير ذلك.

## أهداف
- المحافظة على عقيدة الأمة الصحيحة لأهل السنة والجماعة، وترسيخها لدى أبناء المجتمع جميعاً.
- إحياء الدور الريادي للعلماء، والحفاظ على مكانتهم الدينية والدنيوية.
- العمل على نشر الفكر الإسلامي الوسطي، وإيصاله إلى الناس كافة، والالتزام به وبتصوراته الشاملة للكون والإنسان والحياة.
- معالجة قضايا الأمة الدينية والدنيوية.
- العمل على إصلاح المجتمع، وتنقيته من الأدران التي لحقت به.
- العمل على تثبيت الشعب الفلسطيني في أرضه، والمحافظة على حقوقه ومقدساته.

## وسائل
- تأهيل الدعاة والمرشدين للقيام بواجب الدعوة، والتعليم على علم وبصيرة.
- تشكيل وتطوير لجان الإصلاح، لتطبيق شرع الله في فض النزاعات وحل المشاكل، وغرس معاني الأخوة والمحبة بين الناس.
- توثيق الصلة وتبادل المعارف مع علماء العالم الإسلامي.
- طباعة ونشر الكتب والرسائل الجامعية والأبحاث.
- إصدار النشرات والكتيبات والمجلات الدورية وغير الدورية.
- إقامة المهرجانات، وتنظيم المؤتمرات، وعقد الندوات واللقاءات والمحاضرات.
- عقد الدورات المتخصصة للعلماء والوعاظ والدعاة.
- الأداء النشط في وسائل الإعلام المتاحة، لإيصال الفكرة إلى أكبر عدد من أبناء الأمة.
- تنظيم ملتقيات العلماء لأبناء الأمة لترسيخ حق المسلمين في فلسطين والأقصى.
- مشاركة المجتمع الداخلي والخارجي في مناسباته العامة.
- إنشاء المكتبات الإلكترونية والعامة، وتشجيع المطالعة والدراسة والبحث.

## إصدارات وبرامج تلفزيونية
توزع وتصدر وتؤلف كتب اجتماعية وأسرية ودينية ، ففي 2-2015 قدمت رابطة علماء فلسطين، 10 آلاف نسخة من كتاب (المنهاج في سعادة الزوجات والأزواج) للمجلس الأعلى للقضاء الشرعي.
وتقوم الرابطة بعمل برامج تلفزيونية إسلامية دعوية تقدم على القنوات الفضائية، أهمها برنامج نفحات رمضانية الذي سلمته لقناة الأقصى الفضائية قبل رمضان.

## أعضاء مجلس الإدارة
مجلس الإدارة حتى تاريخ 23 مايو 2015م. 
| مروان محمد أبو راس       | رئيس رابطة علماء فلسطين |
| نسيم شحدة ياسين          | نائب الرئيس             |
| عاطف محمد أبو هربيد      | أمين السر               |
| عبد السميع خميس العرابيد | أمين الصندوق            |
| سالم أحمد سلامة          | رئيس دائرة الإصلاح      |
| ماهر حامد الحولي         | رئيس دائرة الإفتاء      |
| محمد كمال صابر السوسي    | عضو مجلس الإدارة        |
| محمد كمال سالم سالم ديب  | عضو مجلس الإدارة        |
| ------------------------ | ----------------------- |

## روابط خارجية
- موقع الرابطة الرسمي.